# Pristigenys meyeri
Pristigenys meyeri is een straalvinnige vissensoort uit de familie van grootoogbaarzen (Priacanthidae). De wetenschappelijke naam van de soort is voor het eerst geldig gepubliceerd in 1872 door Günther.